# Хопёрский (посёлок)
Хопёрский — посёлок в Новониколаевском районе Волгоградской области России. Административный центр Хопёрского сельского поселения. Население 394 чел. (2010) .

## История
В соответствии с Законом Волгоградской области от 22 декабря 2004 года № 975-ОД «Об установлении границ и наделении статусом Новониколаевского района и муниципальных образований в его составе», посёлок возглавил образованный Хопёрское сельское поселение.

## География
Расположен в северо-западной части региона, в степной зоне, в пределах Хопёрско-Бузулукской равнины. С восточной окраины посёлка Большой пруд, с западной — пруд Лягушатник.
Абсолютная высота — 145 метров над уровнем моря.

## Население
| 2010 |
| ---- |
| 394  |

Гендерный состав
По данным Всероссийской переписи населения 2010 года в гендерной структуре населения из 394 человек мужчин — 180, женщин — 214 (45,7 и 54,3 % соответственно).
Национальный состав
Согласно результатам переписи 2002 года, в национальной структуре населения
русские составляли 88 % от общей численности населения в 589 чел..

## Инфраструктура
Хоперский сельский Дом Культуры (ул. Мира, 6)
Развитое сельское хозяйство. Личное подсобное хозяйство.

## Транспорт
Посёлок находится у автодороги «М6 „Каспий“ — Куликовский — Хоперский — Верхнекардаильский — Новониколаевский» (идентификационный номер 18 ОП МЗ 18Н-88).
Остановка «Хопёрский», автобусный маршрут 502 (по состоянию на 2018 г.)